# Orange County SC
Orange County sc, er en Amerikansk fodboldklub, der er hjemmehørende i den californiske by Irvine i Orange County. Danskeren Thomas Enevoldsen spillede for klubben i 2018.
 Der er for få eller ingen kildehenvisninger i denne artikel, hvilket er et problem. Du kan hjælpe ved at angive troværdige kilder til de påstande, som fremføres i artiklen.

| Forening eller organisation | Spire Denne artikel om en forening eller organisation er en spire som bør udbygges. Du er velkommen til at hjælpe Wikipedia ved at udvide den. |